# Dahijat al-Asad
Dahijat al-Asad, Dahijat Harasta (arab. ضاحية الأسد) – miejscowość w Syrii, w muhafazie Damaszek. W 2004 roku liczyła 9858 mieszkańców.